# بزرگراه میان‌ایالتی ۶۱۰

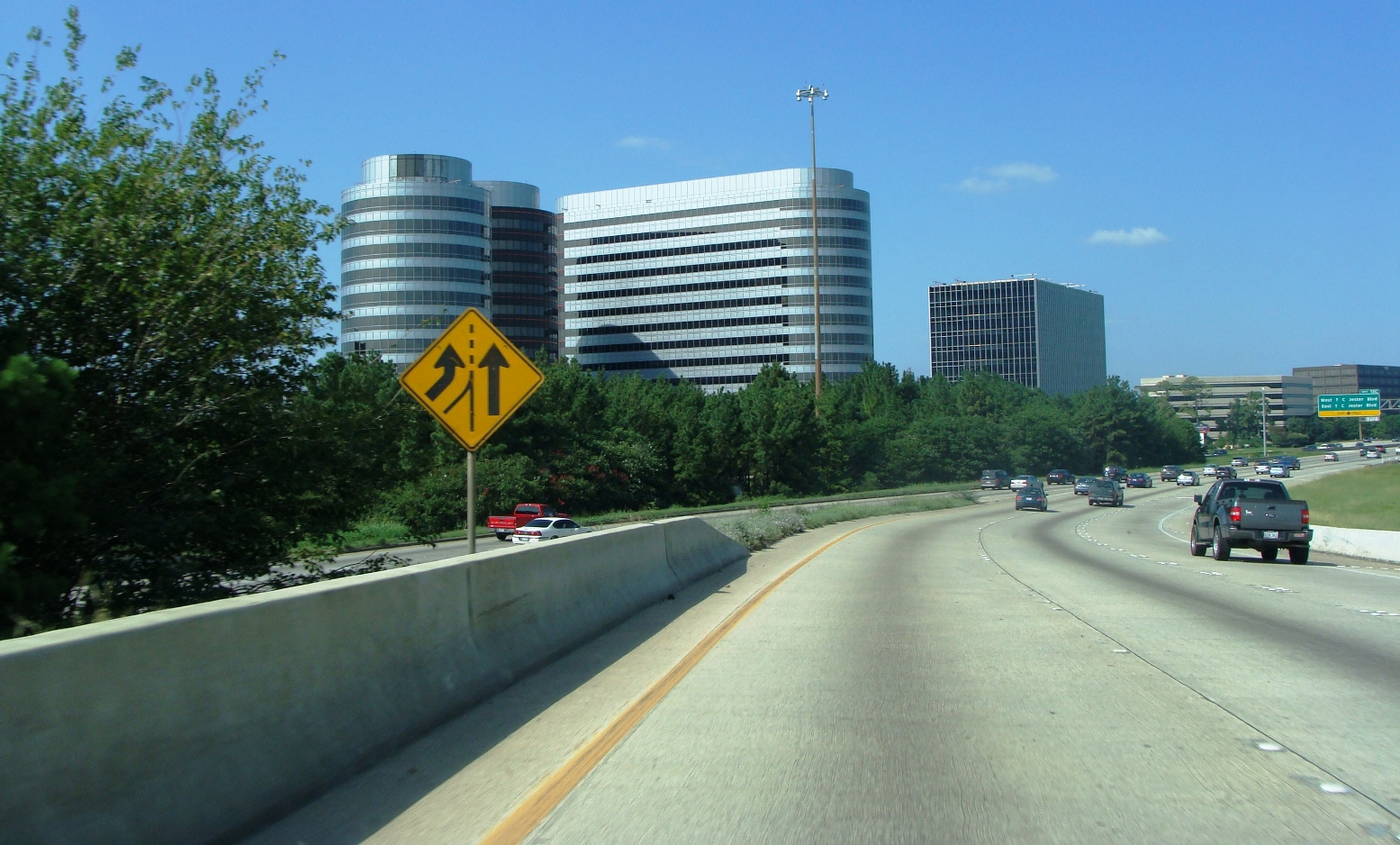

میان‌ایالتی ۶۱۰ (به انگلیسی: Interstate 610) مشهور به I-610، آزادراهی است، که حلقه‌ای ۳۸ مایلی پیرامون شهر هیوستون را شکل می‌دهد و به طور محاوره‌ای به حلقه مشهور است. این آزادراه درونی‌ترین کمربندی از سه کمربندی شهر هیوستون تگزاس است.
این بزرگراه در سال ۱۹۴۲ تأسیس شد، ۶۱ کیلومتر طول داشته، و حداکثر ۶ باند در هر طرف دارد. نواحی داخل حلقه ۶۱۰ منطقهٔ شهری است. این حلقه نه تنها مرزی جغرافیایی بلکه فلسفی و اجتماعی دانسته شده است.